# São João do Pacuí
São João do Pacuí é um município brasileiro do estado de Minas Gerais. Sua população recenseada em 2022 era de 3 972 habitantes. Cidade receptiva, São João do Pacuí exibe várias paisagens naturais de rara beleza. O rio Pacuí e seus afluentes exibem lindas cachoeiras e junto com a mata exuberante faz da região uma das mais belas do norte de minas. Festas como a de São joão Batista traz turistas de todo o estado.